# Lipsothrix leucopeza
Lipsothrix leucopeza är en tvåvingeart som beskrevs av Alexander 1953. Lipsothrix leucopeza ingår i släktet Lipsothrix och familjen småharkrankar. Inga underarter finns listade i Catalogue of Life.